# Río Enza

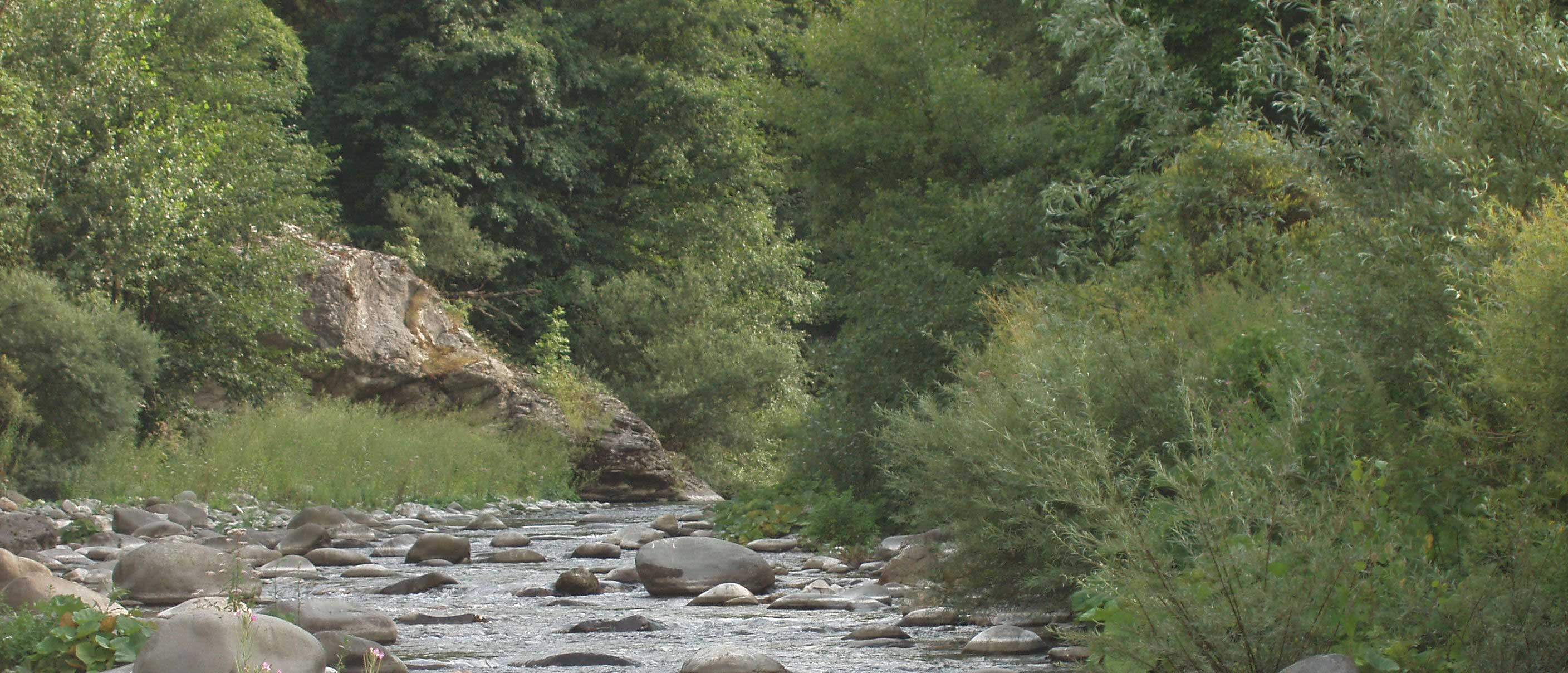
Curso alto del río Enza en verano.

El Enza (en latín, Inicia; en reggiano Èinsa; en reggiano del Valle dei Cavalieri, Èincia) es un río de la Italia septentrional, con una longitud de 93 km. Es un afluente del Po por la derecha. Su naciente está a 1406 m s. n. m., en Alpe de Succiso, en los Apeninos septentrionales, en concreto en el tramo tosco-emiliano. Marca el límite entre las provincias de Parma y Reggio Emilia.
Después de su nacimiento, a 1157 m s. n. m. forma el lago artificial de Lagastrello o Paduli, y fluye durante 93 km en las provincias anteriormente mencionadas. En su tramo en la Llanura padana se hace más ancho, y desemboca en el Po cerca de Brescello.